# Pectinator spekei
Pectinator spekei là một loài động vật có vú trong họ Ctenodactylidae, bộ Gặm nhấm. Loài này được Blyth mô tả năm 1855.

## Hình ảnh

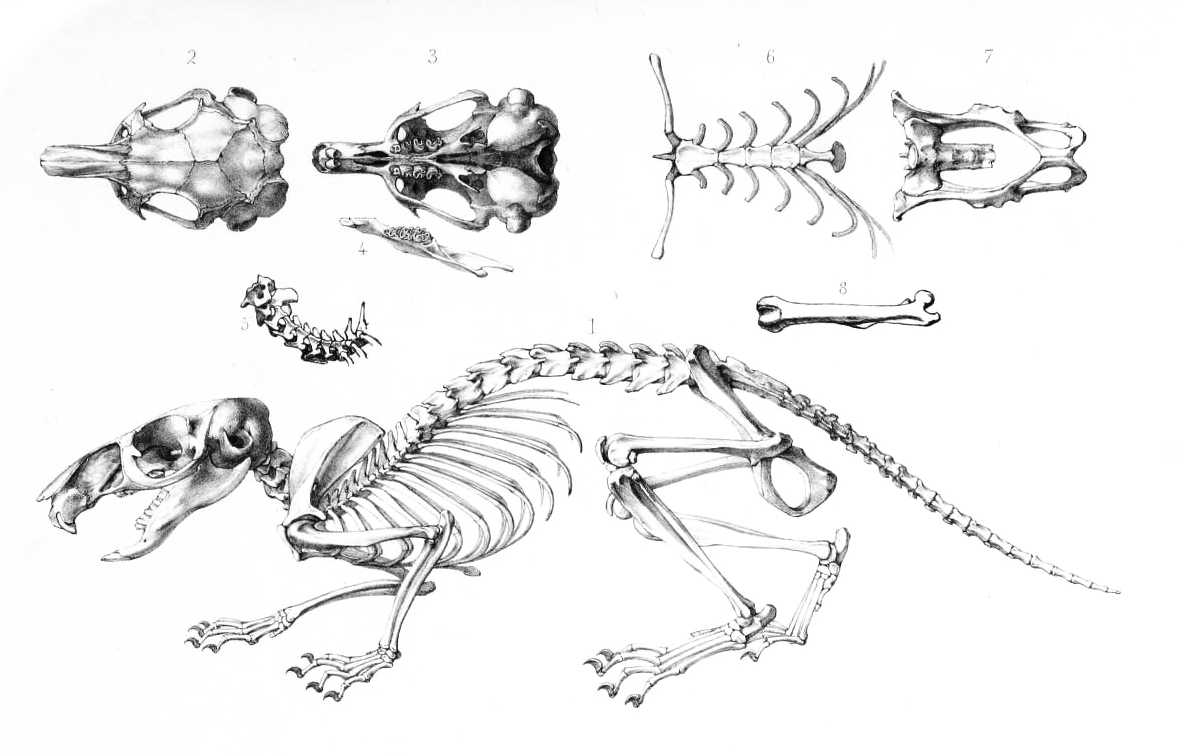